# Иден-Рок (Гавайи)
Иден-Рок (англ. Eden Roc) — статистически обособленная местность, расположенная в округе Гавайи (штат Гавайи, США) с населением в 451 человек по статистическим данным переписи 2000 года.

## География
По данным Бюро переписи населения США статистически обособленная местность Иден-Рок имеет общую площадь в 18,13 квадратных километров, водных ресурсов в черте населённого пункта не имеется.
Статистически обособленная местность Иден-Рок расположена на высоте 545 метров над уровнем моря.

## Демография
По данным переписи населения 2000 года в Иден-Рок проживало 451 человек, 109 семей, насчитывалось 186 домашних хозяйств и 241 жилой дом. Средняя плотность населения составляла около 24,8 человек на один квадратный километр. Расовый состав Иден-Рок по данным переписи распределился следующим образом: 47,23 % белых, 0,89 % — чёрных или афроамериканцев, 1,33 % — коренных американцев, 4,66 % — азиатов, 7,76 % — выходцев с тихоокеанских островов, 36,36 % — представителей смешанных рас, 1,77 % — других народностей. Испаноговорящие составили 12,86 % от всех жителей статистически обособленной местности.
Из 186 домашних хозяйств в 33,3 % — воспитывали детей в возрасте до 18 лет, 39,2 % представляли собой совместно проживающие супружеские пары, в 12,9 % семей женщины проживали без мужей, 40,9 % не имели семей. 33,3 % от общего числа семей на момент переписи жили самостоятельно, при этом 1,6 % составили одинокие пожилые люди в возрасте 65 лет и старше. Средний размер домашнего хозяйства составил 2,42 человек, а средний размер семьи — 3,12 человек.
Население статистически обособленной местности по возрастному диапазону по данным переписи 2000 года распределилось следующим образом: 29,3 % — жители младше 18 лет, 6,9 % — между 18 и 24 годами, 29,5 % — от 25 до 44 лет, 31,5 % — от 45 до 64 лет и 2,9 % — в возрасте 65 лет и старше. Средний возраст жителей составил 37 лет. На каждые 100 женщин в Иден-Рок приходилось 110,7 мужчин, при этом на каждые сто женщин 18 лет и старше приходилось 123,1 мужчин также старше 18 лет.

## Экономика
Средний доход на одно домашнее хозяйство в статистически обособленной местности составил 15 658 долларов США, а средний доход на одну семью — 38 229 долларов. При этом мужчины имели средний доход в 21 146 долларов США в год против 19 464 доллара среднегодового дохода у женщин. Доход на душу населения в статистически обособленной местности составил 9902 доллара в год. 16,9 % от всего числа семей в округе и 34,9 % от всей численности населения находилось на момент переписи населения за чертой бедности, при этом 18,9 % из них были моложе 18 лет и — в возрасте 65 лет и старше.